# Sidney Lazard
Sidney H. Lazard (ur. 18 grudnia 1930 w Nowym Orleanie, zm. 3 listopada 2015 w Dallas) – amerykański brydżysta, World Life Master (WBF).
Sidney Lazard jest producentem ropy naftowej i gazu.
W latach 2000–2007 był niegrającym kapitanem drużyn amerykańskich.

## Wyniki brydżowe

### Olimpiady
Na olimpiadach uzyskał następujące rezultaty:
| Olimpiady brydżowe. Zawody teamów | Olimpiady brydżowe. Zawody teamów | Olimpiady brydżowe. Zawody teamów | Olimpiady brydżowe. Zawody teamów | Olimpiady brydżowe. Zawody teamów | Olimpiady brydżowe. Zawody teamów |
| Rok                               | Miejsce                           | Zawody                            | Kategoria                         | Drużyna                           | Pozycja                           |
| --------------------------------- | --------------------------------- | --------------------------------- | --------------------------------- | --------------------------------- | --------------------------------- |
| 1960                              | Turyn                             | 1. Olimpiada Teamów               | Open                              | USA 2                             | 16                                |

### Zawody światowe
W światowych zawodach zdobył następujące lokaty:
| Mistrzostwa Świata. Konkurencja teamów | Mistrzostwa Świata. Konkurencja teamów | Mistrzostwa Świata. Konkurencja teamów | Mistrzostwa Świata. Konkurencja teamów | Mistrzostwa Świata. Konkurencja teamów | Mistrzostwa Świata. Konkurencja teamów |
| Rok                                    | Miejsce                                | Zawody                                 | Kategoria                              | Drużyna                                | Pozycja                                |
| -------------------------------------- | -------------------------------------- | -------------------------------------- | -------------------------------------- | -------------------------------------- | -------------------------------------- |
| 2002                                   | Montreal                               | 11. Mistrzostwa Świata                 | Open                                   | Woolsey                                | 33                                     |
| 1998                                   | Lille                                  | 10. Mistrzostwa Świata                 | Open                                   | Bramley                                | 3                                      |
| 1982                                   | Biarritz                               | 6. Mistrzostwa Świata                  | Open                                   | Berkowitz                              | 24                                     |
| 1969                                   | Rio de Janeiro                         | 16. Mistrzostwa Świata Teamów          | Open                                   | North America                          | 3                                      |
| 1959                                   | Nowy Jork                              | 9. Mistrzostwa Świata Teamów           | Open                                   | USA                                    | 2                                      |

| Mistrzostwa Świata. Konkurencja par | Mistrzostwa Świata. Konkurencja par | Mistrzostwa Świata. Konkurencja par | Mistrzostwa Świata. Konkurencja par | Mistrzostwa Świata. Konkurencja par | Mistrzostwa Świata. Konkurencja par |
| Rok                                 | Miejsce                             | Zawody                              | Kategoria                           | Partner                             | Pozycja                             |
| ----------------------------------- | ----------------------------------- | ----------------------------------- | ----------------------------------- | ----------------------------------- | ----------------------------------- |
| 1998                                | Lille                               | 10. Mistrzostwa Świata              | Open                                | Bart Bramley                        | 54                                  |

## Klasyfikacja
- Sidney Lazard – klasyfikacja WBF (ang.)